# Arrangerat äktenskap
Ett arrangerat äktenskap är ett äktenskap där valet av make eller maka görs av andra än två samstämmiga parter, såsom föräldrar, familjemedlemmar eller andra. Det kan till exempel innebära ett äktenskap där en eller båda parter utsätts för starka påtryckningar eller tvång att gifta sig.
Medan olika typer av lagförbud motverkar arrangerade äktenskap i de flesta västerländska länder är det lagligt i exempelvis stora delar av Mellanöstern.